# Istvánmező
Istvánmező Budapest egyik városrésze Budapest XIV. kerületében, aminek egy része átnyúlik a VII., illetve a VIII. kerületbe is.

## Fekvése
Határai: Hermina út az Ajtósi Dürer sortól – Thököly út – Hungária körút – Kerepesi út – Baross tér (Keleti pályaudvar) – Thököly út – Dózsa György út – Ajtósi Dürer sor a Hermina útig.

## Nevének eredete
A területet József nádor fiáról, István nádorról (1817–1867), Magyarország utolsó nádoráról nevezték el.

## Története
Istvánmező többemeletes épületekkel történő beépülése az 1890-es években kezdődött el. A reprezentatív villák és bérházak mellett a 20. század hajnalán számos híres művésznek és műtermének is otthont adott. A műtermes villák közül Zala György (1858-1937) szobrászművészét és László Fülöp (1869-1937) festőművészét szükséges kiemelni. Istvánmezőnek a 20. század eleji építészetét főleg a késő historizmus és a magyaros szecesszió stílusában épült házak jellemzik; tervezőik között van Lechner Ödön, Lajta Béla és Hajós Alfréd.